# Gare de Bitschwiller
Gare de Bitschwiller vasútállomás Franciaországban, Bitschwiller-lès-Thann településen.

## Vasútvonalak
Az állomást az alábbi vasútvonalak érintik:
- Lutterbach-Kruth-vasútvonal

## Kapcsolódó állomások
A vasútállomáshoz az alábbi állomások vannak a legközelebb:
- Gare de Thann-Saint-Jacques
- Gare de Willer-sur-Thur